# 名古屋市消防団
名古屋市消防団（なごやししょうぼうだん）は、愛知県名古屋市の消防団。

## 概要
1948年（昭和23年）、消防組織法が施行されたのを受けて、同年10月1日付で名古屋市消防団条例が公布、名古屋市消防団設置規則が制定されて組織された。
名古屋市消防団は小学校の学区単位で設置され、同年11月11日に稲葉地消防団（中村区）が発足したのを皮切りに翌年3月31日までに101の消防団（定員4,000名）が発足したが、その後の市町村編入に伴ってその数を増し、2013年（平成25年）4月1日時点で市内16区に266団・定員6,820名（水上消防団含む）。1949年（昭和24年）9月には各消防団の連絡組織として名古屋市消防団連合会が設立された。しかし全国の消防団でも見られるように定員割れと高齢化が進んでおり、2013年時点で消防団員6,100名・平均年齢51.7歳となっている。
広報活動の一環として2008年（平成20年）に消防団マスコットとして「だんくん」「だんちゃん」が設定され、2013年9月にはSKE48が「消防団サポーター」に任命された。また、団員の福利厚生事業として一部の施設・店舗において飲食・物品購入の割引を受けることが出来るようになっている。

### WEB
1. ↑  “名古屋市消防団条例”.   名古屋市 (2014年4月9日). 2014年5月9日閲覧。
2. 1 2 3 4  “消防団（暮らしの情報）”.   名古屋市 (2013年9月18日). 2014年5月9日閲覧。
3. ↑  “名古屋市消防団（266団）” (PDF).   総務省消防庁 (2014年2月1日). 2014年5月9日閲覧。
4. 1 2  “消防団はヒーロー SKE48 サポーターに 名古屋市”.   朝日新聞デジタル (2013年9月3日). 2014年5月9日閲覧。
5. ↑  “週間情報 No.2535” (PDF).   全国消防長会・一般財団法人全国消防協会 (2013年9月24日). 2014年5月9日閲覧。

### 文献
1. 1 2 3  名古屋消防史、pp.286-287
2. ↑  名古屋消防史、P.292